# Регионализм (политика)
Регионали́зм — различные формы социально-культурной и политической самоидентификации территориальных сообществ, проявляющих себя в идеях, настроениях, действиях, намерениях, направленных на сохранение самобытности региона или повышение его статуса в системе государств-наций. Регионалистские партии широко распространены в Европе.
В отличие от сепаратизма не ставит целью отделение и образование независимого государства.

## Регионализм в России
- Сибирское областничество[1]
- Уральское областничество
- Движение «Свободная Ингрия»
- Движение  «Восточная Кривия»
- Движение «Преображение Урала»[2]
- Движение «Поморское возрождение»
- Регионализм поддерживает партия «Новые люди»[3]
- Регионализм поддерживает партия «Яблоко»
- Национал-демократический альянс (т. н. «Республика Залесская Русь», в состав которой должны войти ЦФО и Нижегородская область)
- Общественное движение «Республика» (бывшая Балтийская республиканская партия)
- Республиканское движение Карелии
- «Республиканская коалиция»
- Северная партия на Таймыре (Дудинка) и в Норильске[источник не указан 439 дней].